# Зеленко, Владимир
Владимир (Зев) Зеленко (27 ноября 1973 года — 30 июня 2022 года) — украинско-американский врач, получивший известность предложением комбинации трех препаратов: гидроксихлорохина, сульфата цинка и азитромицина — для применения в рамках экспериментального амбулаторного лечения COVID-19, которое он продвигал как «протокол Зеленко».
23 марта 2020 года Зеленко опубликовал открытое письмо президенту США Дональду Трампу, в котором утверждал, что успешно вылечил сотни своих пациентов от COVID-19 с помощью пятидневного курса своего протокола. Протокол лечения Зеленко, несмотря на предостерегающие мнения экспертов в области здравоохранения, быстро приобрел известность благодаря его продвижению отдельными медийными персонами, а также должностными лицами администрации Д. Трампа, в том числе Рудольфом Джулиани и главой администрации Белого дома Марком Медоузом.

## Биография
Владимир Зеленко родился в Киеве в 1973 году. Его семья переехала в Бруклин, Нью-Йорк, когда ему было три года.
Зеленко учился в медицинской школе при Государственном университете Нью-Йорка в Буффало, получив в 2000 году степень доктора медицины.

## Заявления об открытии эффективного способа лечения COVID-19
21 марта 2020 года Зеленко опубликовал на YouTube и Facebook видео, адресованное президенту США Дональду Трампу, в котором утверждал, что успешно протестировал экспериментальное лечение COVID-19 на сотнях пациентов с симптомами, похожими на коронавирус. Он описал лечение как комбинацию трех препаратов, состоящий из противомалярийного препарата гидроксихлорохина, антибиотика азитромицина и сульфата цинка и два дня спустя отправил открытое письмо Трампу с аналогичными заявлениями. В то время различные группы учёных, включая экспертов Всемирной организации здравоохранения, проводили текущие исследования для определения эффективности использования гидроксихлорохина и / или азитромицина для лечения COVID-19. В марте 2020 года Алекс Kasprak, эксперт сайта Сноупса, отметил, что Зеленко не описал метод исследования и не опубликовал какие-либо данные, соответственно, его утверждения не являются проверяемыми. В декабре 2020 года Зеленко с соавторами опубликовали статью о ретроспективном исследовании амбулаторного лечения цинком, низкими дозами гидроксихлорохина и азитромицина в International Journal of Antimicrobial Agents.
Сатмарская хасидская община в Кирьяс-Джоэл, штат Нью-Йорк, в Монро, штат Нью-Йорк, где Зеленко долгое время работал врачом, опровергла его утверждения о потенциальном уровне заражения в общине. В еврейских СМИ сообщалось: «Доктор Владимир „Зев“ Зеленко, ортодоксальный врач, которому приписывают привлечение внимания Трампа к спорному противомалярийному препарату, обвинён в распространении дезинформации об уровнях заражения».

### Утверждение об одобрении протокола Зеленко со стороны FDA
В апреле 2020 года Зеленко прочитал онлайн-лекцию для группы врачей, в которой утверждал, что Управление по санитарному надзору за качеством пищевых продуктов и медикаментов (FDA) дало разрешение на клиническое испытание, которое он помогал организовать. На лекции присутствовал консервативный комментатор Джером Корси, который сотрудничал с Зеленко над сайтом телемедицины. Корси случайно отправил электронное письмо, в котором упоминалось, что Зеленко «одобрил рандомизированный тест на HCQ, одобренный Управлением по контролю за продуктами и лекарствами», федеральному прокурору Аарону Зелинскому, а не Зеленко.
По словам Корси, Зелинский впоследствии сообщил его адвокату, что исследование Зеленко отсутствовало в списках на государственном веб-сайте клинических испытаний, одобренных FDA. Это обвинение было отвергнуто Зеленко: по его мнению, исследование было одобрено FDA, поскольку он обсудил его с комиссаром FDA Стивеном Ханом.

## Личная жизнь
Владимир Зеленко был дважды женат, в двух его браках родились восемь детей. Придерживался ортодоксальной иудейской веры, являлся последователем движения Хабад.
Зеленко опубликовал свою автобиографию под названием «Метаморфоза», в которой рассказывал, как он, будучи изначально нерелигиозным еврейским русско-американским молодым человеком, впоследствии стал баал-тшува (новообращённым) и установил тесные связи с различными еврейскими общинами, а также о том, как жизненные обстоятельства дали ему силы преодолеть стоящие перед ним трудности, включая опасную для жизни болезнь. Зеленко также рассказывал о своей личной истории на своих лекциях и в печати, например, в журнале «Мишпаха».
В 2019 году Зеленко в соавторстве с одним из своих сыновей, Леви Ицхоком, написал книгу о каббале, еврейском мистицизме, хасидизме под названием «Essence To Essence», которая «описывает метафизическую динамику, общую для науки, медицины, психологии, экономики, права и политики».